# Они који стварају сутрашњицу
Those Who Make Tomorrow (jap. 明日を作る人々 ; romanizovano:Asu o tsukuru hitobito) je japanski film iz 1946. za koji su scenario napisali Jusaku Jamagata i Kadžiro Jamamoto a režirali Akira Kurosava, Hideo Sekigava i Kadžiro Jamamoto.

## Spoljašnje veze
- Они који стварају сутрашњицу на веб-сајту  (језик: енглески)
- Those Who Make Tomorrow na japanskoj filmskoj bazi podataka